# Улица Аусекля (Рига)
Улица А́усекля (латыш. Ausekļa iela) — улица в исторической части города Риги, в Северном районе города. Пролегает от улицы Элизабетес до сада Виестура (улица Ханзас). На всём протяжении имеет асфальтовое покрытие. Общая длина — 368 метров.
В конце улицы расположена площадь Вашингтона.

## История
Сформировалась в 1-й половине XIX века. Впервые упоминается в 1860 году под названием 2-я Царско-Садовая улица. В 1885 году название улицы упростилось до Царско-Садовая (латыш. Ķeizardārza iela), поскольку прежняя 1-я Царско-Садовая улица была присоединена к Елизаветинской улице. В 1923 году улица получила имя поэта Аусеклиса. Во время немецкой оккупации, с 1942 по 1944 год, улица носила имя Вильгельма Пурвитиса. В 1944 году улице вернули название улица Аусекля, которое в дальнейшем уже не менялось.

## Застройка

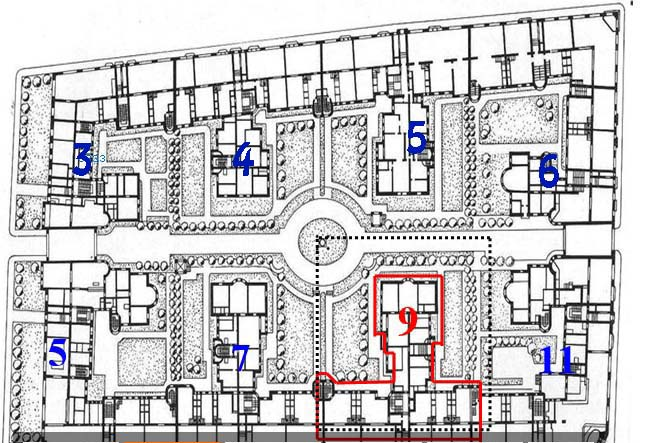
План квартала «Форбург», около 1913 года.

Существующая застройка улицы сложилась на рубеже XIX—XX веков.
Дома № 3, 5, 7, 9 и 11 являются памятниками архитектуры государственного значения, а дом № 14 — памятником архитектуры местного значения. Комплекс зданий по нечётной стороне с № 5 по № 11 (1913—1914 гг.) вместе с прилегающими домами на ул. Экспорта является первым в Риге опытом по комплексной застройке целого квартала, получившего название «Форбург». Фасад дома № 3 украшен скульптурой Р. Маурса «Ночной сторож».

### Здания[8]
№ 5 — доходный дом с магазинами, 1913, архитектор Н.Норд;
№ 7 и № 9 — доходные дома с магазинами, 1913, архитектор М. Дейбнер;
№ 11 — доходный дом с магазинами, 1913, архитектор Т. Остен-Сакен. В зданиях под номерами с 5-го до 11-го с 1961 года располагались Механический факультет и Факультет автоматики и вычислительной техники РПИ;
№ 14 — доходный дом с магазинами, 1909, архитектор К.Пекшен.

## Транспорт
Движение по улице Аусекля одностороннее (от улицы Ханзас к улице Элизабетес).
Общественный транспорт по улице не курсирует, но на бульваре Кронвалда есть трамвайная остановка «Ausekļa iela». Для маршрутов № 7 и № 11 она является конечной.

## Прилегающие улицы
- улица Элизабетес
- улица Сакару
- улица Видус
- улица Валкас
- улица Ханзас